# The Gilded Palace of Sin
Albums de The Flying Burrito Brothers
Burrito Deluxe
(1970)
The Gilded Palace of Sin est le premier album du groupe de country rock américain The Flying Burrito Brothers, sorti en 1969.

## Présentation
Après la diffusion de Sweetheart of the Rodeo du groupe The Byrds, Gram Parsons et Chris Hillman quittent ce groupe pour former The Flying Burrito Brothers. La majorité des titres de leur premier album est composé par Parsons et Hillman. Leur son qui combine musique country et rock va inspirer d'autres groupes, notamment The Eagles.
Le magazine Rolling Stone place l'album en 192e position de son classement des 500 plus grands albums de tous les temps. Il est également cité dans l'ouvrage de référence de Robert Dimery Les 1001 albums qu'il faut avoir écoutés dans sa vie et dans un bon nombre d'autres listes.

## Titres
| 1. | Christine's Tune           | Gram Parsons, Chris Hillman | 3:04 |
| 2. | Sin City                   | Parsons, Hillman            | 4:11 |
| 3. | Do Right Woman             | Chips Moman, Dan Penn (en)  | 3:56 |
| 4. | The Dark End of the Street | Spooner Oldham, Penn        | 3:58 |
| 5. | My Uncle                   | Parsons, Hillman            | 2:37 |

| 6.  | Wheels                   | Hillman, Parsons             | 3:04 |
| 7.  | Juanita                  | Hillman, Parsons             | 2:31 |
| 8.  | Hot Burrito #1           | Chris Ethridge (en), Parsons | 3:40 |
| 9.  | Hot Burrito #2           | Ethridge, Parsons            | 3:19 |
| 10. | Do You Know How It Feels | Parsons, Barry Goldberg      | 2:09 |
| 11. | Hippie Boy               | Hillman, Parsons             | 4:55 |

## Musiciens

### The Flying Burrito Brothers
- Gram Parsons : chant, guitare, piano, orgue
- Chris Hillman : chant, guitare, mandoline
- Sneaky Pete Kleinow (en) : pedal steel guitar
- Chris Ethridge (en) : basse, piano

### Musiciens supplémentaires
- Jon Corneal : batterie (1, 3, 4, 5, 7)
- Popeye Phillips : batterie (8, 9, 11)
- Eddie Hoh (en) : batterie (2, 10)
- Sam Goldstein : batterie (6)
- David Crosby : voix (3)